# Michel Lebrun (homme politique)
 (août 2018).
Si vous disposez d'ouvrages ou d'articles de référence ou si vous connaissez des sites web de qualité traitant du thème abordé ici, merci de compléter l'article en donnant les références utiles à sa vérifiabilité et en les liant à la section « Notes et références ».
Pour les articles homonymes, voir Michel Lebrun et Lebrun.
Michel Lebrun, personnalité politique belge du CDH, né le 31 janvier 1949 à Namur.
Après ses études secondaires au Collège Notre-Dame de Bellevue à Dinant, sa licence en philosophie et philologie classique à l'Université Catholique de Louvain et son agrégation de l'enseignement secondaire supérieur, il devient professeur au Collège Notre-Dame et Saint-Lambert à Herstal et à l'Ecole Abbatiale de Maredsous.
Sa carrière politique commence en 1976 où il devient membre du PSC et est élu conseiller communal de Viroinval. De 1976 à 1982, il est échevin des Sports, de la Culture, de la Jeunesse et du Tourisme.
- 1987 - 1992 : député fédéral.
- 1992 - 1995 : Ministre de la Communauté française, chargé de l'enseignement supérieur, de la recherche scientifique, des relations internationales et de l'aide à la jeunesse.
- 1995 - 1999 : Ministre de la Région wallonne, chargé de l'aménagement du territoire, de l'équipement et des transports.
- 1994 - 2000 : Bourgmestre de Viroinval.
- 2000 à 2006 : Echevin des Travaux de Viroinval
- 2006 à ce jour : Conseiller communal de Viroinval
- Depuis 1999 : Député wallon.
- 2004 à 2009 : Député wallon et Vice-Président du Parlement wallon.
- 2009 à 2014 : Député wallon et Secrétaire du Parlement wallon.